# 1379年
| 千纪： | 2千纪 |
| 世纪： | 13世纪 \| 14世纪 \| 15世纪                                                                                 |
| 年代： | 1340年代 \| 1350年代 \| 1360年代 \| 1370年代 \| 1380年代 \| 1390年代 \| 1400年代                           |
| 年份： | 1374年 \| 1375年 \| 1376年 \| 1377年 \| 1378年 \| 1379年 \| 1380年 \| 1381年 \| 1382年 \| 1383年 \| 1384年 |
| 纪年： | 己未年（羊年）；明洪武十二年；北元天元元年；越南昌符三年；日本南朝天授五年，北朝永和五年，康曆元年         |

## 大事记
- 明朝中丞塗節上奏胡惟庸毒死劉基一案，汪廣洋可能知情不報，朱元璋以結黨欺君罪貶廣南，後又將其於太平府舟中被賜死，汪廣洋美妾陳氏亦殉死。陳氏是獲罪官員陳知縣之女，朱元璋得知震怒，說：「沒官婦女，止給功臣家。文臣何以得給？」敕令徹查此事，因供詞涉及胡惟庸、陳寧和塗節，引發洪武十三年(1380年)至洪武二十五年(1392年)的胡惟庸案。
- 5月29日——胡安一世接替他的父親恩里克二世，成为卡斯提尔王国和莱昂王国国王。
- 9月9日——簽署了《紐伯格條約》，將奧地利哈布斯堡的土地分割給阿爾布雷希特三世和利奧波德三世兄弟。阿爾布雷希特三世保留了奧地利公爵的頭銜。

## 出生
- 朱楩，明朝岷庄王，明太祖朱元璋第十八子。
- 朱橞，明朝谷王，明太祖朱元璋第十九子。

## 逝世
- 沈万三，元末明初的商人（1320年出生，59岁）
- 汪廣洋，明朝洪武时期官僚，曾任中書省丞相。